# Hamptjärnen (Anundsjö socken, Ångermanland, 703345-161709)
Hamptjärnen är en sjö i Örnsköldsviks kommun i Ångermanland och ingår i Moälvens huvudavrinningsområde.